# Onosandridus bolivari
Onosandridus bolivari är en insektsart som beskrevs av Lucien Chopard 1962. Onosandridus bolivari ingår i släktet Onosandridus och familjen Anostostomatidae. Inga underarter finns listade i Catalogue of Life.